# Площа Вірменський ринок
Площа Вірменський ринок — площа у місті Кам'янець-Подільському Хмельницької області. Розташована у Старому місті між вулицями Старобульварною, Замковою та П'ятницькою. Від площі відходять вулиці Домініканська, Госпітальна, Іоанно-Предтечинська, Вірменська та Комендантський провулок (вулиця Гоголя). Найпівденніша площа Старого міста.

## Історія
Площа виникла у XIV столітті, коли у Кам'янці-Подільському почала формуватися вірменська діаспора, яка до XVI століття стала найбільшою в Україні на той час. Вірмени оселялися у південній частині Старого міста та мали свій магістрат і ринкову площу, яка отримала назву Вірменський ринок. Втім, на думку історика М. Петрова первісно (до 1452 року) площа називалася Руський ринок, адже до вірмен цю місцевість населяли русини. Численні археологічні знахідки свідчать про те, що ця місцевість була заселена ще у IV—II тисячолітті до н. е., а у Х-ХІІ ст. тут було велике поселення. У XVI—XVIII роках Вірменський ринок був одним із торгових майданів Кам'янця, осередком торгівлі східними товарами і центром вірменської громади Кам'янця.

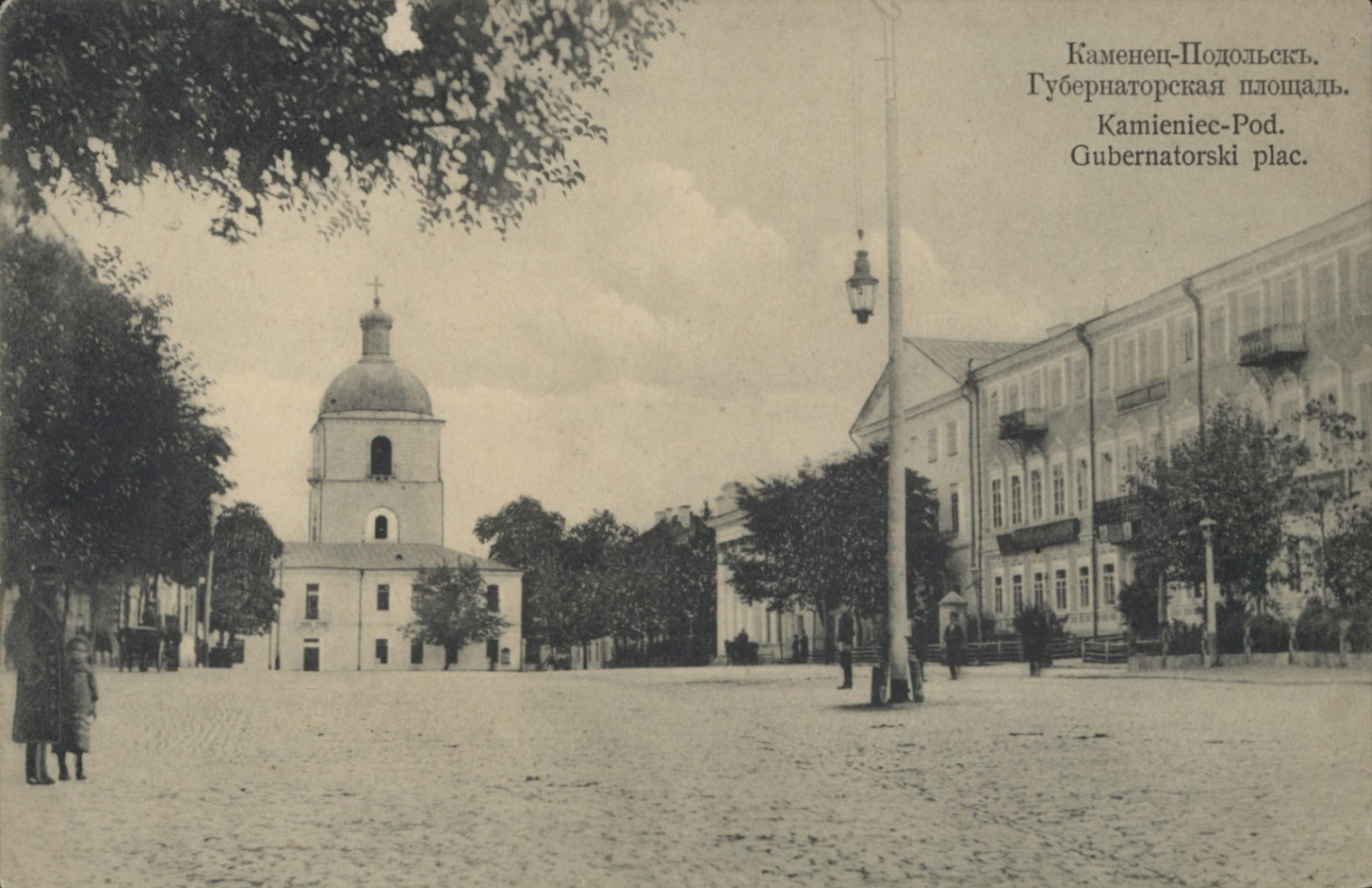
Площа на поштівці 1906 року

На початку XIX століття, коли Кам'янець-Подільський вже увійшов до складу Російської імперії, площа отримала назву Соборної, через церкву Іоанна Предтечі, розташовану на східному краю площі. Ця православна церква у 1799 році отримала статус соборної, тобто головної православної церкви в місті. Незважаючи на високий статус, Іоанно-Предтечинська церква була досить невеликою і скромно оздобленою, тому вже у 1830-х роках з'явилися плани створення нового, просторішого собору. Будівництво нового храму виявилося дуже дорогим, тому під новий собор переобладнали старий католицький костел. У 1878 році колишній костел освятили як Собор Ікони Казанської Божої Матері, відповідно, Іоанно-Предтечинська церква статус соборної втратила. Наслідком цієї події стало перейменування Соборної площі на Губернаторську — на її південному сході розташовувалися палац і канцелярія подільського губернатора. Також протягом XIX століття площа мала паралельну назву — Плацпарадна, через те, що на ній часто відбувалися військові паради.
30 травня 1898 року площа отримала назву Миколаївська, на честь російського царя Миколи I, який 23-24 вересня 1842 року перебував у Кам'янці-Подільському із офіційним візитом. У 1904 році на честь цієї події в центрі площі встановили пам'ятник російському імператорові.
У 1917 році у будинку консисторії на Вірменському ринку, на об'єднаному засіданні Ради робітничих депутатів та ВРК 3-го Кавказького кавалерійського корпусу в Кам'янці проголосили радянську владу. Миколаївська площа отримала нову, «революційну» назву — Червона, адже з 1905 року на ній відбувалися численні мітинги та демонстрації. Через досить короткий час, 23 березня 1923 року, площа отримала назву імені Льва Троцького, на честь одного з більшовицьких лідерів. Втім, у 1927 році Троцький втратив владу і перейшов в опозицію до Сталіна, а згодом був вигнаний з країни. Як наслідок, 20 грудня 1927 року площу Троцького перейменували на Радянську. У списку вулиць Кам'янця-Подільського за 1935 рік площа фігурує під назвою майдан Свердлова.
11 вересня 1990 року міська рада Кам'янця-Подільського повернула площі історичну назву — Вірменський ринок.

## Забудова
Вірменський ринок має форму видовженого прямокутника, до площі приписані будинки лише з північної та південної сторони. Планувальна структура площі сформувалася у XIV—XVIII століттях і несе риси планувальних звичаїв європейських міст: прямокутно-перехресного або «шахового» розпланування, яке походить від планування давньоримських міст-таборів. Власне площа сформувалася на шляху, що вів від замку до П'ятницької та Миколаївської церков і фактично є короткою широкою вулицею, що, втім, відповідає розповсюдженому у середньовічних німецьких, польських, чеських містах формату «Довгого ринку». Головними домінантами історично-архітектурного ансамблю площі стали ратуша, розташована у південно-східному кутку площі, адміністративні (губернаторський палац, канцелярія), культові (Іоанно-Предтечинська церква із цвинтарем, домініканський костел, костел тринітаріїв), житлові та інші споруди.
У XIV—XVIII Вірменський ринок був забудований одно- та двоповерховими кам'яними та дерев'яними будинками, на перших поверхах яких розміщувалися ремісничі майстерні та магазини. Наприкінці XVIII століття, коли після другого поділу Польщі Кам'янець-Подільський разом із Правобережною Україною перейшов під владу Російської імперії, місто стало центром Подільської губернії, а площа Вірменський ринок — адміністративним центром міста. З часом старі будинки на площі перебудували під різні адміністративні установи.
Остаточно ансамбль площі сформувався у другій половині XIX століття. Тоді на західному боці площі розібрали залишки стін укріплення, зведеного на початку XVIII, та будинок 1579 року. На північному боці Вірменського ринку звели будинок окружного суду, найбільшу будівлю площі. Також до середини XIX століття на західному боці площі існував невеликий яр, який засипали, вирівнявши поверхню площі.

### Будівлі
Ділянка, де розташована порівняно сучасна будівля ресторану, первісно належала монастирю тринітаріїв, від якого лишився лише костел Святої Трійці (сучасна греко-католицька церква Святого Йосафата) із дзвіницею. Монастир закрили у 1842 році, на початку XX століття у його приміщеннях розміщувалися стайні пожежної команди.
Будинок № 6 зведений після Другої світової війни на місці колишньої гауптвахти, зруйнованої під час воєнних дій. У ньому розташовувався районний виконавчий комітет (райвиконком), за незалежної України тут базувалася районна державна адміністрація, до свого переїзду на вулицю Троїцьку. Саме тут 6 вересня 1991 року в Кам'янці-Подільському вперше підняли український синьо-жовтий прапор.
У сучасному будинку № 10 розташована пожежна частина. У XVIII столітті тут стояв палац коменданта Кам'янецької фортеці Яна де Вітте, перебудований у першій половині XIX століття під палац губернатора Подільської губернії. Палац згорів у 1920 році.
Біля сучасного будинку № 8 була стара будівля колишнього вірменського магістрату.

#### Пам'ятки архітектури національного значення
- Будинок № 4 (будинок духовної консисторії, в якому розташовувався виконком міської Ради робітничих і солдатських депутатів)
- Будинок № 5 (будинок казенної палати (Суд окружний, Дворянське зібрання))
- Будинок № 6 (Казематна башта)
- Будинок № 7 (житловий будинок)
- Будинок № 8 (житловий будинок)

#### Пам'ятки архітектури місцевого значення
- Будинок № 3 (житловий будинок)
- Будинок № 9 (житловий будинок, руїни фундаментів)
- Будинок № 10 (будинок Вірменського магістрату (підвали))
- Огорожа будинку Подільського губернатора

## Вірменський ринок у літературі
Поет Степан Руданський, який навчався у місті в Подільській духовній семінарії, згадує місто як таке, що «ні виду, ні краси не має», а Вірменський ринок описує так:
|  | Малий ринок серед міста — Тілько-то і плацу. Старий дім губернаторів — Тілько і палацу |

Ще один колишній студент Подільської духовної семінарії, письменник Анатолій Свидницький, змальовує площу Вірменський ринок у своєму романі «Люборацькі»:
|  | Хто був у Кам'янці, той мусить знати Губернаторську площадь — штирогранястий пляц. На тім пляцу, як на пляцу: нема нічого, хіба який духовний до консисторії потягне та поліціян свариться; а по боках всякі доми йдуть: і малі, і великі, і білі, і сірі, й перисті; де пан живе, де простий міщанин, а так по один бік стоїть дворянське депутатське собраніє. Проти цього собранія по другий бік пляцу, на розі, довгий пльондрований дім і за ним білу церкву видно з зеленим дахом — собор. |

Краєзнавець і журналіст Олександр Сементовський наприкінці XIX століття несхвально описав площу:
|  | Губернаторський майдан мав би гарний вигляд, якби його не захаращували занадто випнута гауптвахта й сарай для пожежних інструментів, а також якби будинки навколо майдану не ховалися один за одного, мов перелякані школярі, або не висувалися за межі вулиці, мов гультяї. |

## Цікаві факти
- Фактично площа Вірменський ринок має у своїй історії 8 назв, втім до «Книги рекордів України» як таку, що найбільше перейменовувалася, внесено київську Європейську площу, яка має тільки 7 історичних назв[14].